# Moskvitch 408
El Moskvitch 408 (también llamado M-408) es un automóvil de tipo familiar que fue producido en la fábrica MZMA, después llamada AZLK, de la antigua Unión Soviética (hoy en día Rusia), por Moskvitch, entre los años 1964 y 1976, también producido en la fábrica de Izhevsk de 1966 a 1967. Tenía un motor de gasolina L4 de 1358 cc, 1.3 l con 50 hp (37 kW).
Este fue el primer modelo de Moskvitch de tercera generación, reemplazó a los últimos modelos de la segunda generación (Moskvitch 407 / 403) y fue después reemplazado por el Moskvitch 2138 (una versión ligeramente modificada). Las versiones fabricadas por IZh continuaron en producción.
Las diferentes presentaciones del M-408 eran: sedán de 4 puertas, familiar de 5 puertas (M-426 "Universal"), furgoneta de 3 puertas (M-433 "Furgon"), y también existieron modelos hatchback y pickup de IZh.

## Historia
Este coche, a comparación con sus predecesores, tuvo un incremento de largo y ancho, así también se volvió menos alto, más espacioso, más confortable, tiene un mejor desempeño en el camino, mejor estabilidad, posee un lavaparabrisas, así como uno limpiaparabrisas más rápidos, una antena de radio y un control remoto de la cajuela, los seguros y el tanque de gasolina, cosas que muchos coches europeos no tenían, al menos no en versiones originales sin alteraciones. Lo único que tenía en común con sus modelos predecesores era el motor (con algunas diferencias), la palanca de velocidades lineal de 4 cambios y algunos detalles de la suspensión.
Este coche fue bien conocido en el mercado internacional, casi la mitad del total de modelos producidos fueron exportados en los años 60´s, especialmente en 1965. En Francia, era conocido como el Elite 1360, en Bélgica, como el Scaldia 408 o Scaldia 1360, en Escandinavia, como el Moskvitch Carat, en Inglaterra (la versión especial de volante en la derecha), como el Moskvich-408 y en Alemania como el Moskwitsch. "Vale más que su precio" fue el eslogan utilizado en las compañías de exportación.
| Año  | Autos exportados |
| ---- | ---------------- |
| 1964 | 32.052           |
| 1965 | 34.549           |
| 1966 | 42.508           |
| 1967 | 46.315           |
| 1968 | 53.392           |
| 1969 | 64.767           |

En 1959, se empezaron a fabricar los coches, dándoles especial atención al diseño, tenían los faros delanteros, laterales y traseros de forma cuadrada, y las luces direccionales con calaveras triangulares. La nueva carrocería se diseñó bajo el reglamento de seguridad de automóviles europeos.
Este automóvil fue producido en diferentes presentaciones que desempeñaban un papel específico para ciertos sectores. Hubo versiones de furgonetas (para carga principalmente) y taxis; además de ser vendido a la población en general, también fue usado por la milicia y por organizaciones privadas para diferentes tareas.

## Versiones
- Moskvitch 408 - sedán original (1964)
- Moskvitch 408B - manual
- Moskvitch 408I - edición especial para exportaciones, bajo las normas de seguridad de autos europeos
- Moskvitch 408IE - con carrocería de un 408 y bajo las normas de seguridad europeas
- Moskvitch 408K - para exportaciones
- Moskvitch 408M - de confort
- Moskvitch 408P - con el volante a la derecha
- Moskvitch 408T - taxi
- Moskvitch 408U - auto escuela, con pedales adicionales
- Moskvitch 408E - para exportaciones, con un nuevo radiador
- Moskvitch 408Iu - usado en regiones tropicales

Vehículos basados en el 408, con distintas carrocerías
- Moskvitch 426 - original del modelo "universal" (1967)
- Moskvitch 426M - universal de confort
- Moskvitch 426T - universal, tipo taxi
- Moskvitch 426E - universal de exportaciones
- Moskvitch 426K - de exportación
- Moskvitch 426Iu - usado en regiones del sur
- Moskvitch 426I - similar al 408I
- Moskvitch 426IE - similar al 408IE
- Moskvitch 426P - con el volante a la derecha, se agotó
- Moskvitch 433 Furgon - la furgoneta (1966)

Vehículos con modificaciones especiales
- M-408 Turist - cabriolé de 2 puertas
- Pick-up - modelo alterado manualmente por necesidades interinas de la fábrica

## Series 1 y 2
| \| \| \| \| \| Diferencia en los faros de la primera y segunda series de autos \| |
|                                                                                   |
|                                                                                   |
| Diferencia en los faros de la primera y segunda series de autos                   |

Existieron 2 diferentes series de coches M-408 que usaban el mismo nombre. La primera serie de coches fueron producidos entre 1964 y 1969 en Moscú, poseen calaveras traseras verticales, 2 o 4 redondas frontales, un asiento frontal de una sola pieza y una transmisión manual de 4 velocidades con una palanca de cambios en columna. La longitud normal del modelo estándar era de 4090 mm (161 in).
La segunda serie de vehículos se produjeron entre 1969 y 1976, en Moscú. Tienen el mismo motor y la misma transmisión que sus predecesores a excepción de la carrocería, la cual es más larga (4250 mm), con faros delanteros rectangulares, faros traseros horizontales, indicadores de dirección triangulares (como antes mencionado) y asientos separados para el frente (esto último, para enero de 1968).
Desde el 12 de diciembre de 1966, se empezaron a producir estos autos en la fábrica militar de la ciudad de Izhevsk con el nombre de IZh Moskvitch-408. Este coche era un clon exacto del Moskvitch 408 excepto por las insignias.

## Detalles de diseño
El interior era típico de un coche europeo de los años 60, la forma rectangular del techo ayudó a incrementar el volumen del coche, el uso de metal y pieles, era lo básico de los acabados, no tenía muchos detalles con plástico. Desde febrero de 1969, el auto tenía rasgos enfocados a la seguridad, como plásticos más ligeros en el tablero. En el interior, no era muy ancho, y tampoco había versiones con acabados más lujosos.
Como se puede observar en las dos imágenes de la arriba, la parte trasera superior del auto, donde se encuentra la cajuela, posee unas elevaciones en forma de surcos invertidos hacia arriba, como aletas, este rasgo era muy característico de los automóviles europeos de esa época como el BMW 700 (Alemania, 1959-1965), Ford Zephyr Mk. III (de la Ford inglesa, 1962-1966), Fiat 1800/2100 (Italia, 1959-1968) y el Peugeot 404 (Francia, 1960-1975).
Este automóvil, estaba disponible en una gran variedad de colores, incluso, combinaciones de dos colores, un ejemplo de empresas foráneas que usaran este estilo bicolor es: Scaldia-Volga S.A. (Bélgica) o Konela (Finlandia); sin embargo, eventualmente pasó de moda y pasço a producirse únicamente en un solo color. El primer coche de serie disponible venía en color negro, con interior beige. También tenía un velocímetro más estilizado y una alta rigidez en la carrocería, para mejorar su desempeño en caminos agrestes. El parabrisas estaba muy poco inclinado, casi vertical, y aunque esto ampliaba el espacio y mejoraba la visibilidad, le reducía la eficiencia a los limpiaparabrisas. El vidrio trasero era panorámico, el porta equipaje no era muy amplio (solo 372 L) y además, traía el neumático de repuesto, acostado en la parte derecha del fondo de la cajuela, con lo que se reducía aún más el espacio útil.

### Ejemplos del frente del coche

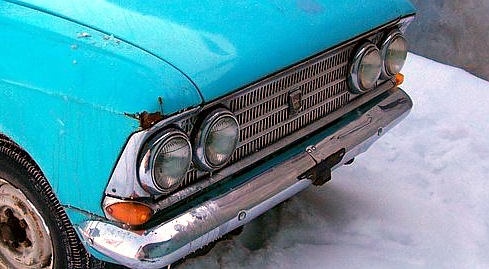
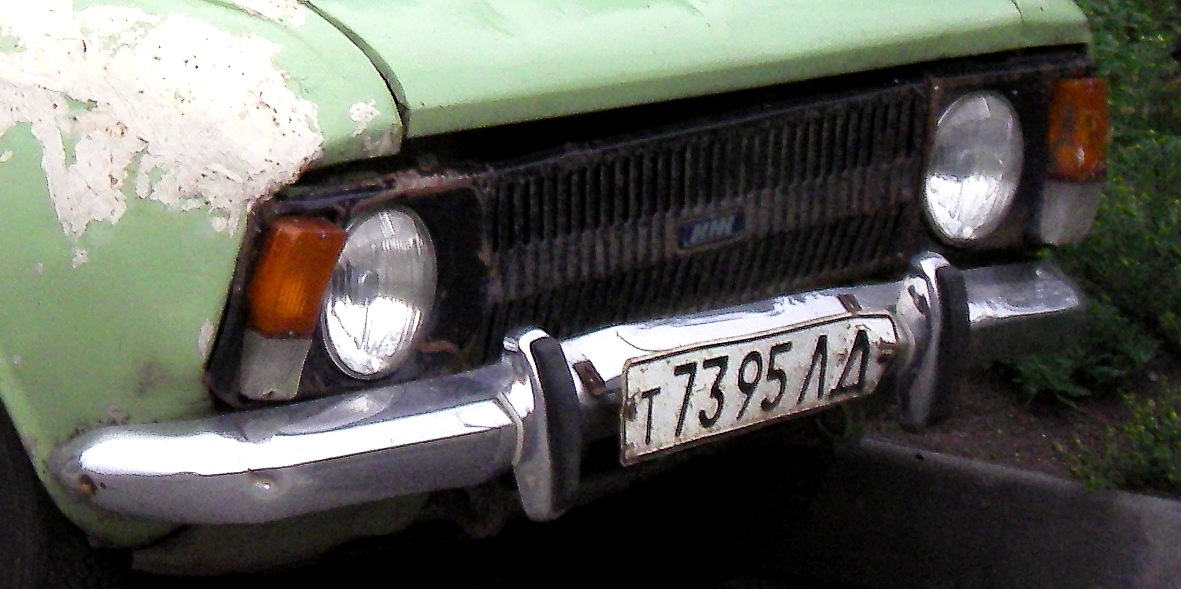
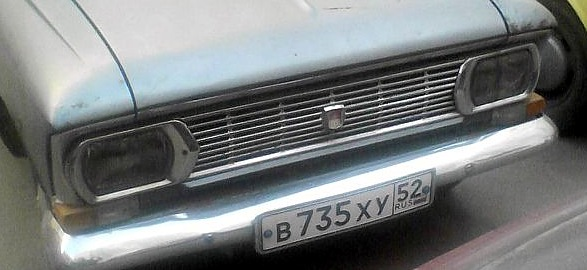
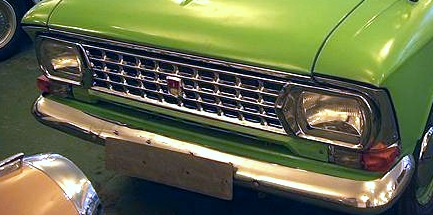
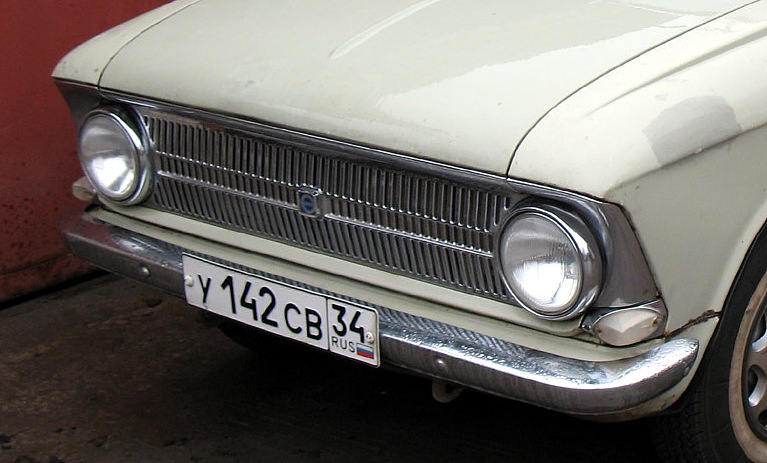

Todos estos, usados en modelos 412 y 408.

## Especificaciones técnicas
Basado en el del Opel Kadett, un motor fue fabricado en la fábrica MZMA para el Moskvitch 400/401, para el Moskvitch 407, el motor fue alterado para tener 1358 cc y una potencia de 45 hp. Para el 408, aumentó incluso a 50 hp. La transmisión, en comparación con el motor, era la más nueva que había en el momento (1957).
Usaba frenos de tambor, hidráulicos, era un vehículo económico de tracción trasera, era el primer coche fabricado en la Unión Soviética que tenía parámetros de seguridad como en el volante, los frenos, los cinturones de seguridad y los plásticos ligeros que usaba.
En 1968, el auto fue probado para condiciones de terreno muy drásticas por 1240 km, para poder analizar las cualidades de resistencia del coche y el chasis. La prueba dio resultados exitosos para el vehículo.

## Relación con el Moskvitch 412 (y respectivamente con vehículos IZh)
El Moskvitch 412 no era el sucesor del 408, el primero estaba basado en el 408, pero ambos fueron producidos en la misma época, el 412 era un coche más lujoso, co un motor de 1500 cc, 75 hp y 56 kW. El chasis del M-412 (originado en 1967) era idéntico al del 408 (de 1964), la carrocería también era igual, incluso, recibieron las mismas modificaciones por eso del año 1969, la única diferencia entre estos dos vehículos es el motor (1300 y 1500 cc) y el interior.
También, en 1967, se produjo el IZh-412, el cual era un gemelo del Moskvitch 412. Fue manufacturado (así como el IZh-408) en la fábrica militar de Izhevsk, los automóviles ahí fabricados, se produjeron de 1967 a 1997 y fueron modificados independientemente de los modelos originales Moskvitch de Moscú. Los vehículos IZh-2125 Comby (hatchback, 1973) y el IZh-2715 (pickup, 1972) eran también disponibles en la misma fábrica

## M-408 en las industrias del juguete
Aunque no existieron muchos modelos a escala, la compañía Dinky Toys produjo pequeños Moskvitch 408 a escala 1:43 (el modelo original), el modelo 408NE aún se produce, y la misma compañía que fabricó la versión original, también construyó a escala los M-426 y M-433, el modelo "universal" y la furgoneta respectivamente.

## Ilustraciones

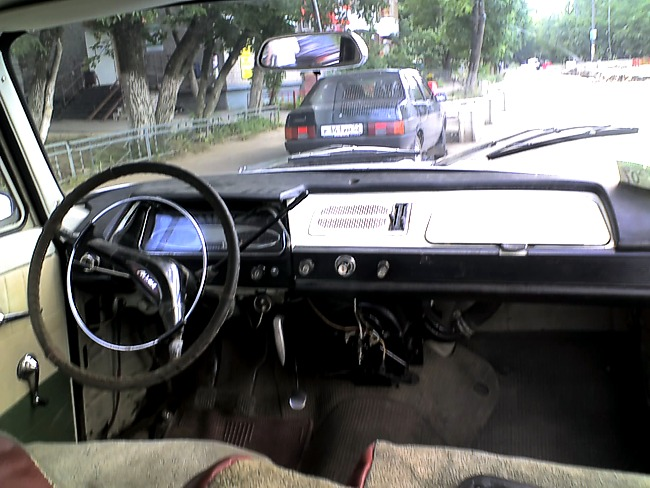
Interior del auto clásico de 1967, fotografía tomada en el 2007
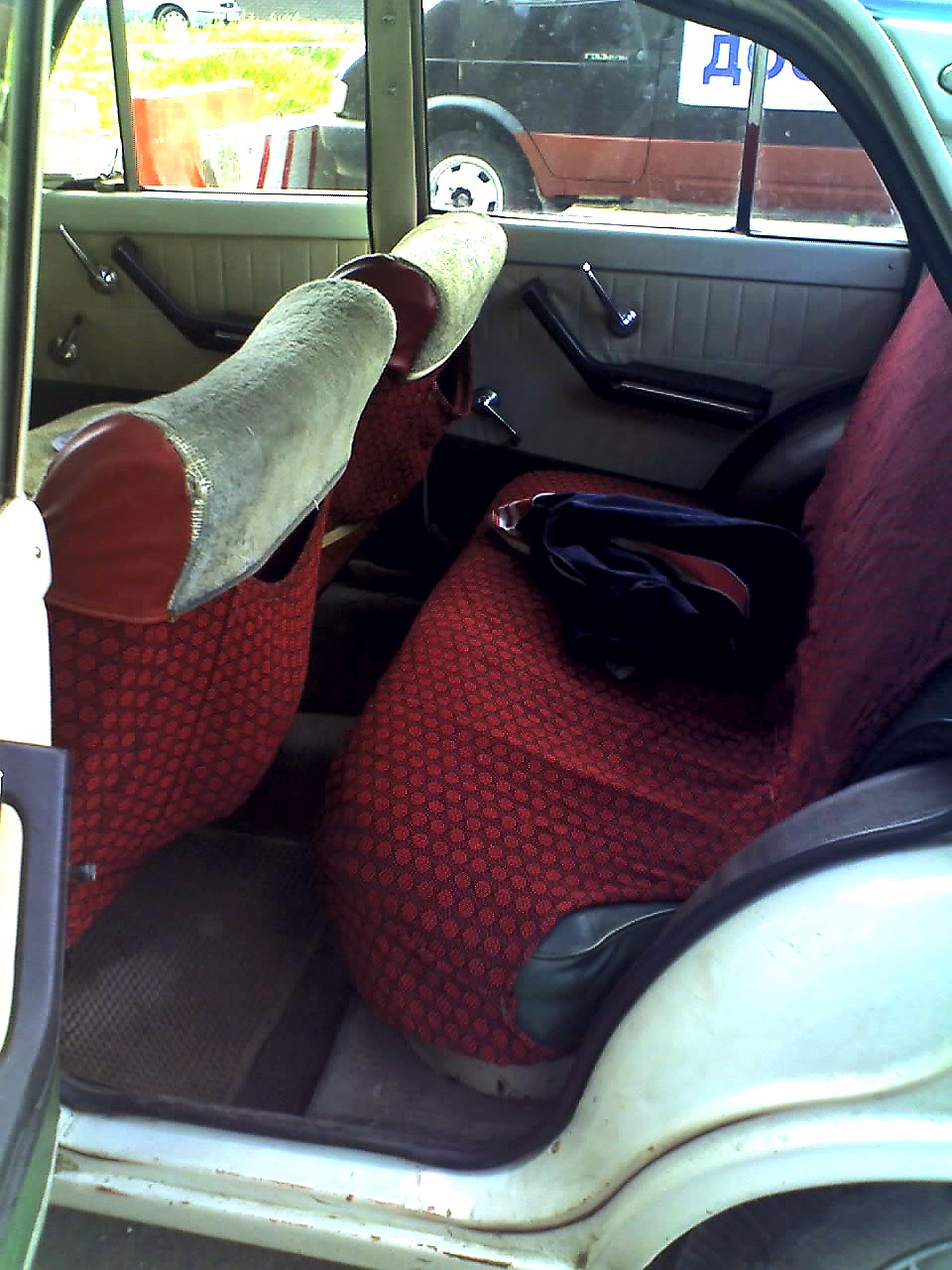
Parte interior de atrás
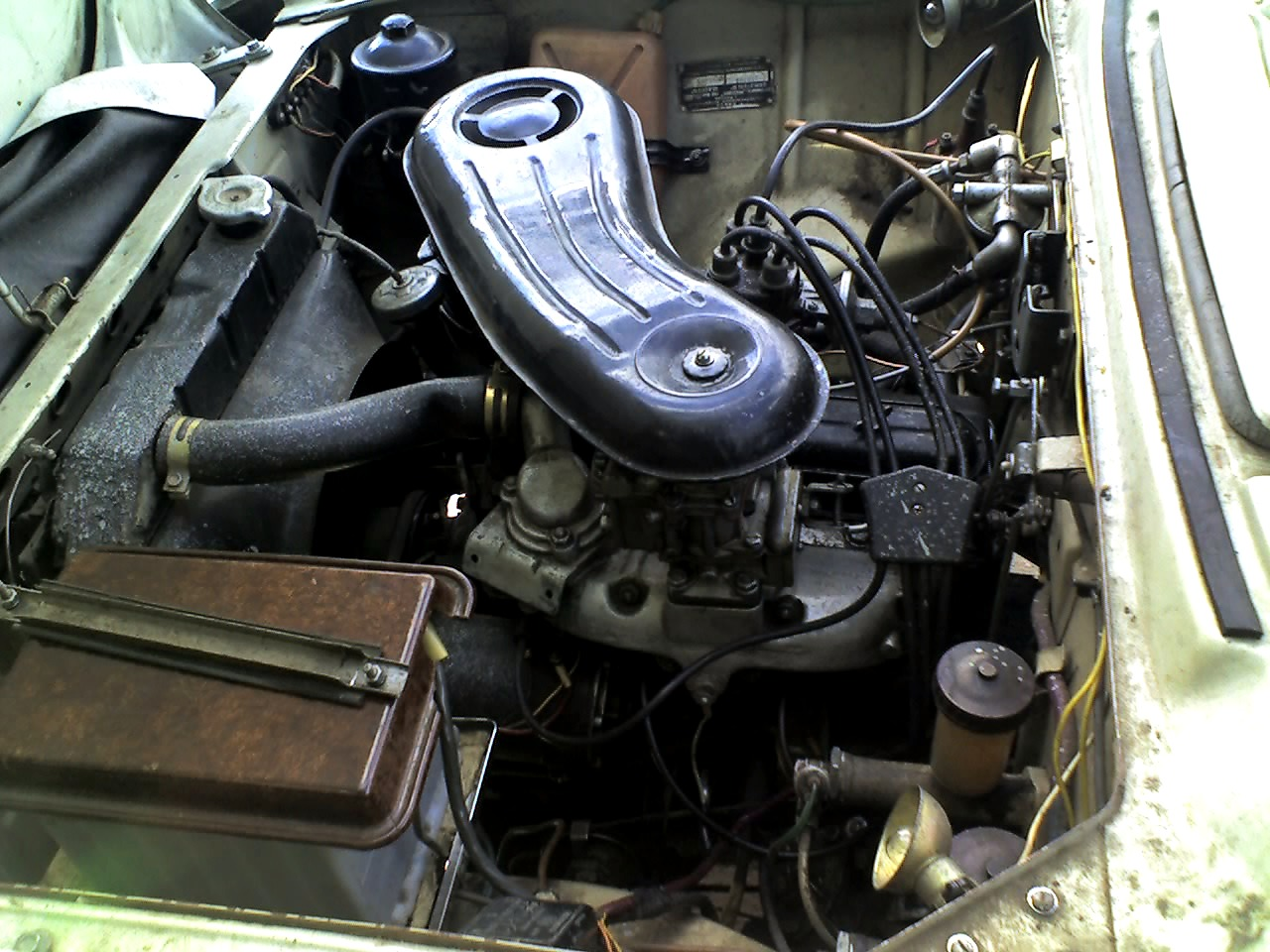
Motor de 1360 cc y 50 hp de un M-408
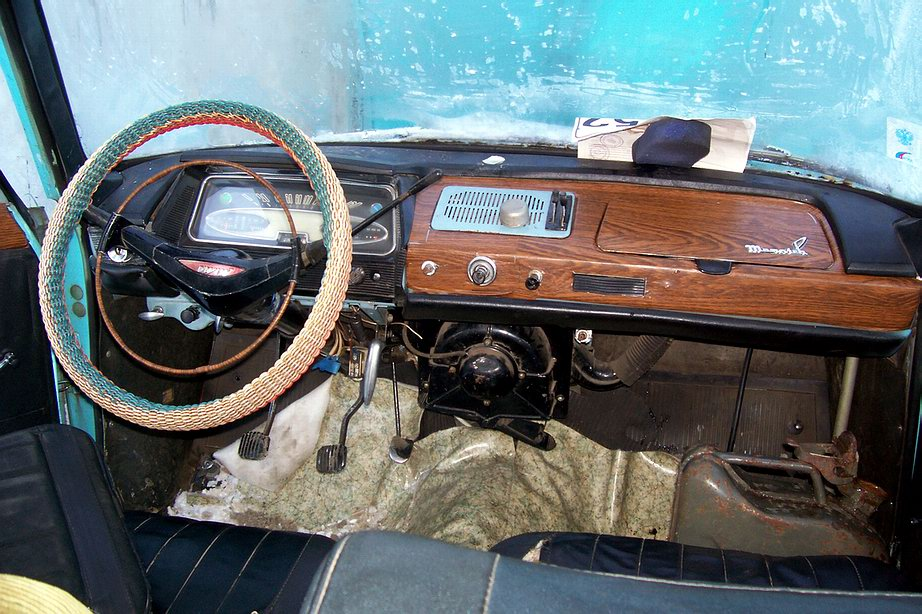
Interior de un M-408, modificado, nótese la calefacción para climas muy fríos
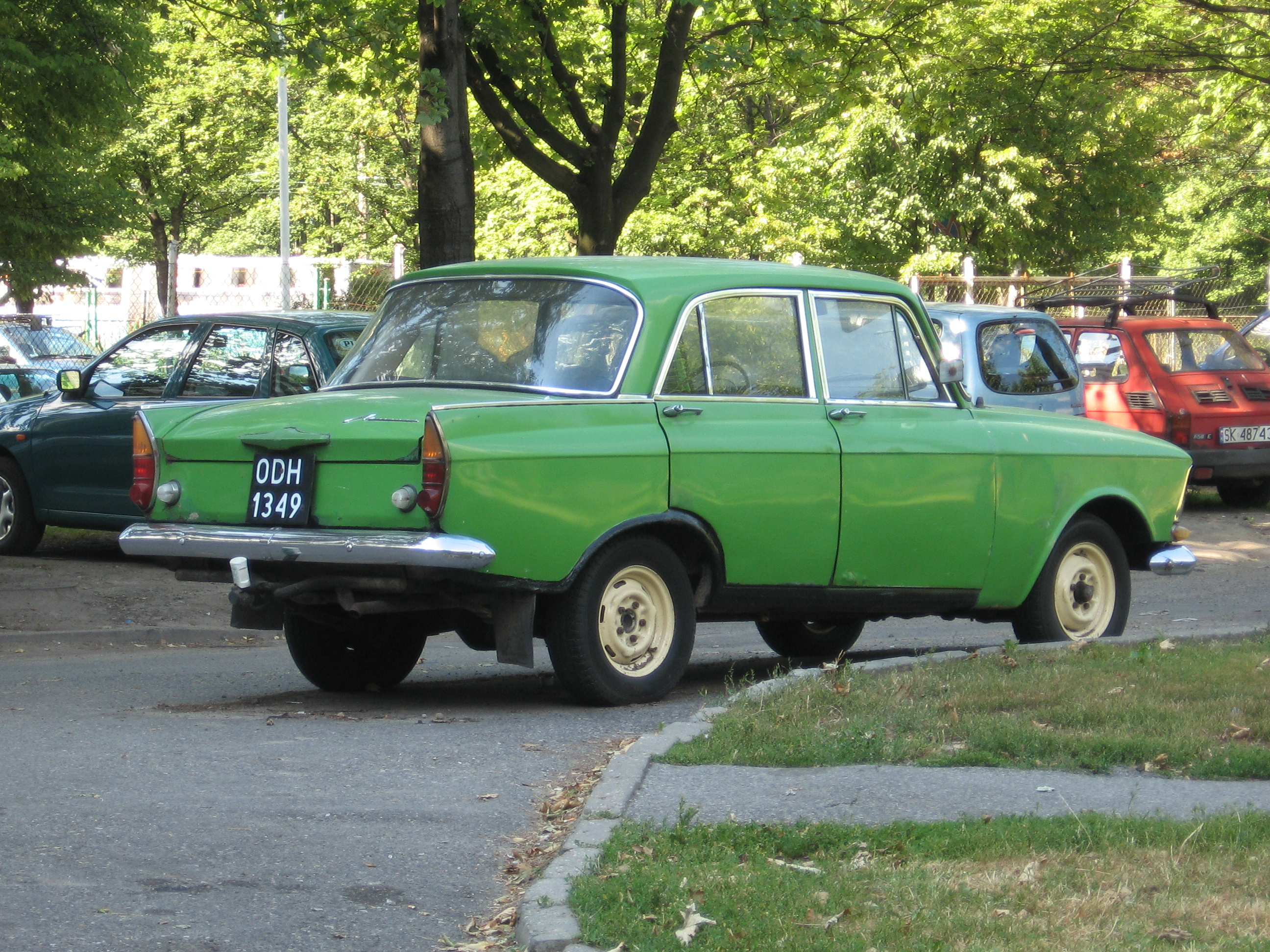
Moskvitch 408
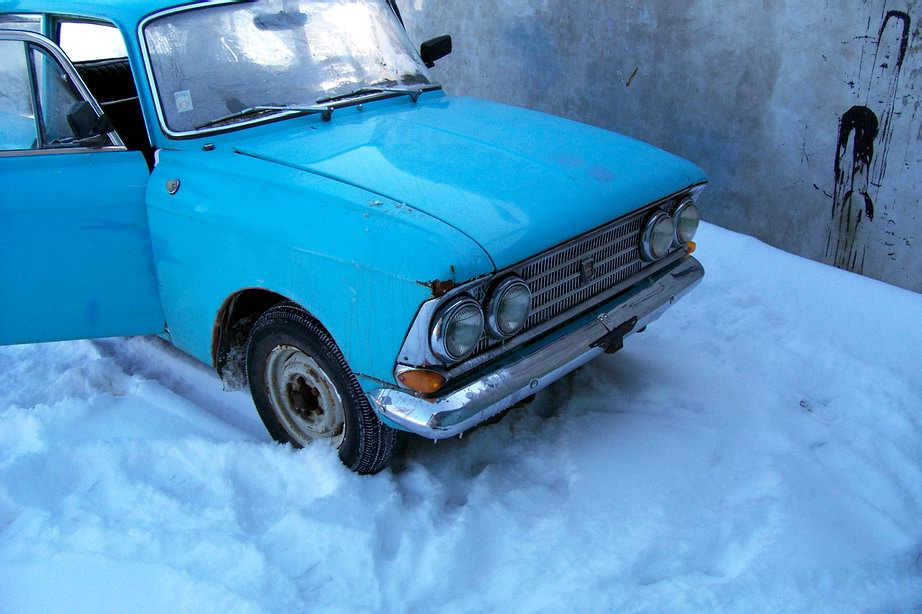
Moskvitch 408E
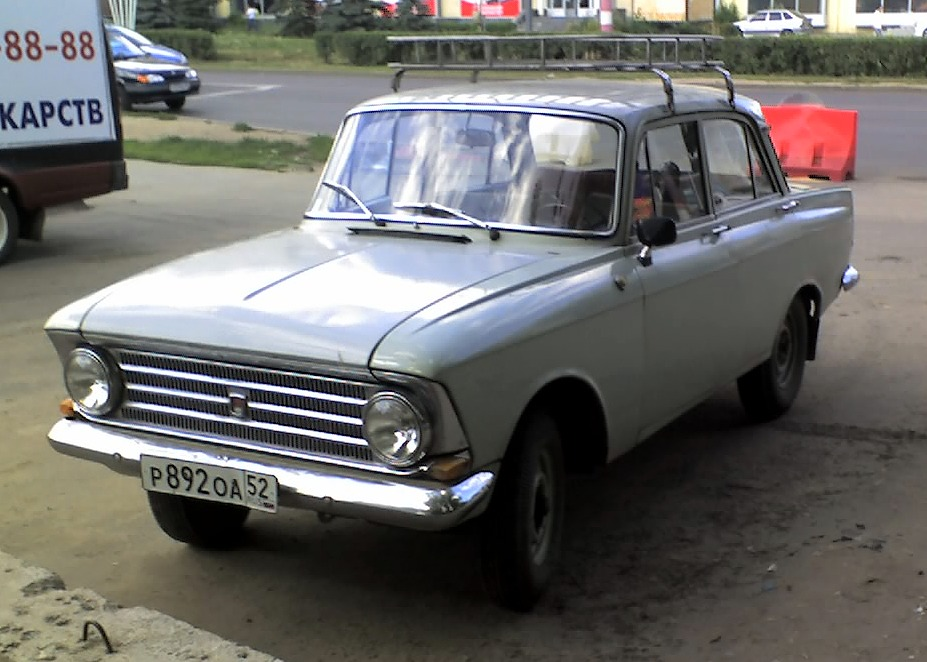
M-408 (1968)